# Mirano
Mirano (vènet Miràn) és un municipi italià, situat a la regió del Vèneto i a la ciutat metropolitana de Venècia. L'any 2004 tenia 26.123 habitants. Limita amb els municipis de Martellago, Mira, Noale, Pianiga, Salzano, Santa Maria di Sala i Spinea.